# Eu-LISA
A Agência Europeia para a Gestão Operacional de Sistemas Informáticos de Grande Escala no Espaço de Liberdade, Segurança e Justiça (eu-LISA) é uma agência da União Europeia (UE) fundada em 2011 para garantir a operação ininterrupta de sistemas de TI de grande escala no espaço de liberdade, de segurança e de justiça (ELSJ), que são fundamentais para a implementação das políticas de asilo, gestão de fronteiras e migração da UE. Iniciou suas atividades operacionais em 1º de dezembro de 2012.
O atual regulamento de estabelecimento entrou em vigor em 11 de dezembro de 2018, revogando o regulamento anterior e ampliando o mandato da Agência. O novo mandato reforça a capacidade da Agência de melhorar, projetar e desenvolver sistemas de informação para a segurança europeia, gestão de fronteiras e migração, e amplia o escopo do trabalho da Agência em pesquisa, inovação, testes e na possibilidade de apoiar o desenvolvimento de projetos-piloto e provas de conceito.
A sede da eu-LISA fica em Tallinn, na Estônia, enquanto seu centro operacional fica em Estrasburgo, na França. Além disso, a eu-LISA também tem um local de backup técnico em St Johann im Pongau, na Áustria, e um escritório de ligação em Bruxelas, na Bélgica. A atual diretora executiva é Agnes Diallo, que assumiu seu cargo em março de 2023.

## Conselho Administrativo
O Conselho Administrativo, composto pelos Estados-Membros da UE e pela Comissão Europeia, supervisiona as atividades da Agência. A Suíça, a Islândia, a Noruega e Liechtenstein têm status de observadores no conselho, bem como representantes da Eurojust, da Europol e da Frontex. O presidente do Conselho, desde junho de 2018, é o representante húngaro no Conselho, Zsolt Szolnoki.

## Mandato

### eu-LISA e os sistemas de informação do ELSJ
A eu-LISA tem desempenhado um papel fundamental na gestão operacional de sistemas e bancos de dados de TI de grande escala, vitais para a segurança da União Europeia. Isso inclui os sistemas Eurodac, SIS e VIS já existentes, bem como os sistemas atualmente em desenvolvimento, como o ECRIS-TCN, o EES e o ETIAS. Esses sistemas, e a interoperabilidade que proporcionam, prometem mudar o cenário da área de Justiça e Assuntos Internos (JAI) na Europa. As tecnologias que estão sendo desenvolvidas pela eu-LISA ajudarão a abandonar as atuais soluções desatualizadas e avançar para as novas abordagens holísticas que respeitam totalmente os objetivos originais e as garantias de proteção de dados dos sistemas individuais. A eu-LISA trabalha em estreita colaboração com os Estados-Membros, as instituições europeias e outras agências do ELSJ para garantir que as soluções técnicas e processuais aplicadas atendam de forma ideal aos requisitos comerciais e, ao mesmo tempo, permaneçam tecnicamente viáveis. A eu-LISA garante que a liberdade, a segurança e os sistemas de gerenciamento da justiça na Europa sejam preservados para as próximas gerações.
A eu-LISA tem como objetivo garantir a interoperabilidade e a conformidade com os padrões de proteção de dados de todos os sistemas de TI sob sua gestão, ao mesmo tempo em que fornece acesso aprimorado e seguro às autoridades dos Estados-Membros da UE às informações armazenadas. Islândia, Liechtenstein, Noruega e Suíça assinaram acordos para se tornarem Estados associados à Agência.
A eu-LISA é responsável por seguir os sistemas de informação do ELSJ:

#### Eurodac - Datiloscopia Europeia
A Datiloscopia Europeia (Eurodac), gerenciada pela eu-LISA, auxilia no processamento de pedidos de asilo europeus. É um banco de dados centralizado que coleta e trata as impressões digitais digitalizadas de solicitantes de asilo e migrantes irregulares. Ele ajuda a determinar o Estado-Membro responsável pela análise de um pedido de asilo. As autoridades nacionais usam o Eurodac para armazenar novas impressões digitais e comparar os registros existentes de solicitantes de asilo. Isso ajuda na detecção de vários pedidos de asilo e, portanto, reduz as "compras de asilo". As autoridades policiais e a Europol também podem acessar o sistema - sob condições estritas - para prevenir, detectar e investigar infrações terroristas e outros crimes graves.
Novas propostas legislativas preveem a ampliação do escopo do Eurodac para permitir o armazenamento e a possibilidade de pesquisa de dados biométricos de migrantes irregulares encontrados em situação irregular na UE, facilitando assim o retorno. O reforço do Eurodac garantirá que o sistema continue a ser uma ferramenta valiosa para os agentes que atuam nas fronteiras.

#### SIS - Sistema de Informação de Schengen
O Sistema de Informação de Schengen (SIS) é um sistema de TI de grande escala, gerenciado pela eu-LISA, que garante a segurança interna e o intercâmbio de informações sobre pessoas e objetos entre a polícia nacional, o controle de fronteiras, a alfândega, os vistos e as autoridades judiciais. Como o Espaço Schengen não tem fronteiras internas, o SIS auxilia as autoridades nacionais no compartilhamento de informações com seus parceiros europeus durante a realização de verificações de fronteira e na luta contra o crime e o terrorismo transfronteiriços, tudo isso respeitando os mais recentes requisitos de proteção de dados da UE. Em 2018, a eu-LISA lançou o Sistema Automatizado de Identificação de Impressões Digitais (Automated Fingerprint Identification System), que introduziu um recurso de pesquisa biométrica no SIS, permitindo a identificação de pessoas de interesse por meio de impressões digitais.
A legislação mais recente prevê melhorias no SIS para lidar melhor com o combate ao terrorismo e à migração irregular. Também está previsto um uso mais amplo de dados biométricos e a criação de novas categorias de alertas, bem como a inclusão de mais itens nas categorias já existentes. O acesso mais amplo à Europol e às equipes da Frontex também faz parte da legislação.

#### SIV - Sistema de Informação sobre Vistos
O Sistema de Informação sobre Vistos (SIV) é um sistema de TI de grande escala, gerenciado pela eu-LISA, que garante a implementação da política comum de vistos da União Europeia e facilita os controles de fronteira e a cooperação consular na Europa. O sistema permite que autoridades nacionais insiram e consultem dados, inclusive biométricos, para vistos de curta duração para o Espaço Schengen. O sistema ajuda a reduzir a "compra de vistos" e a migração irregular e contribui para a prevenção de ameaças à segurança interna dos Estados-Membros. O SIV oferece procedimentos mais rápidos e claros para os viajantes que precisam de visto para entrar no Espaço Schengen. O sistema auxilia as autoridades no processamento de pedidos de asilo e na identificação de pessoas que talvez não preencham, ou não preencham mais, as condições para entrar ou permanecer no Espaço Schengen.
A Comissão Europeia propôs alterações na legislação que ampliarão o escopo do SIV, acrescentando ao sistema vistos de longa permanência e autorizações de residência. Essas propostas também permitirão verificações mais completas dos antecedentes dos solicitantes de visto, fechando assim as lacunas de informações de segurança por meio de um melhor intercâmbio de informações entre os Estados-Membros.

#### SES - Sistema de Entrada/Saída
O Sistema de Entrada/Saída (SES) é um novo sistema de TI de grande escala desenvolvido pela eu-LISA que permitirá que os cidadãos de países terceiros tenham o registro de entrada e saída do Espaço Schengen. O sistema substituirá a prática atual de carimbo manual de passaportes pelo registro eletrônico em um banco de dados central de informações biográficas e biométricas, bem como a data e o local de entrada/saída para visitas de até 90 dias.
O sistema visa modernizar e aumentar a automação nos controles de fronteira para fortalecer a segurança interna e combater o terrorismo e o crime organizado. Isso ajudará os Estados-Membros a lidar com os fluxos cada vez maiores de viajantes sem a necessidade de aumentar o número de guardas de fronteira. O SES permitirá um melhor monitoramento das estadias autorizadas e a identificação de possíveis pessoas que estejam descumprindo o tempo de estadia.

#### SEIAV - Sistema Europeu de Informação e Autorização de Viagem
O Sistema Europeu de Informação e Autorização de Viagem (SEIAV) é um novo sistema de TI para o gerenciamento de fronteiras da UE que está sendo desenvolvido pela eu-LISA e que melhorará os aspectos de segurança e proteção das viagens para ou através do Espaço Schengen. Quando estiver em funcionamento, o SEIAV exigirá que todos os cidadãos de países terceiros isentos de visto que planejam viajar para o Espaço Schengen solicitem uma autorização pré-viagem on-line. Semelhante aos sistemas já existentes nos EUA, Canadá e Austrália, serão necessários um passaporte válido, um cartão de crédito e um mínimo de informações pessoais. As informações enviadas serão processadas automaticamente nos bancos de dados existentes na UE (Eurodac, SIS e SIV), nos futuros sistemas SES e SEIRC e nos bancos de dados relevantes da Interpol. Isso permitirá a verificação antecipada de possíveis riscos à segurança, à migração irregular e à saúde pública.
O ETIAS reduzirá os procedimentos e o tempo de travessia das fronteiras, fortalecerá a gestão das fronteiras, reforçará a política de liberalização de vistos da UE, ajudará a evitar a migração irregular e fortalecerá a luta contra o terrorismo e o crime organizado.

#### SEIRC - Sistema Europeu de Informação sobre Registros Criminais
Fontes:
O Sistema Europeu de Informação sobre Registros Criminais, a ser desenvolvido pela eu-LISA, será um sistema centralizado para complementar o banco de dados de registros criminais da UE existente sobre cidadãos de países terceiros condenados na União Europeia. Quando estiver funcionando, permitirá que os Estados-Membros descubram rapidamente em qual(is) outro(s) Estado(s)-Membro(s) estão armazenadas as informações sobre condenações anteriores de um cidadão não nascido na UE.
O sistema fornecerá aos juízes, promotores e outras autoridades relevantes acesso fácil a informações abrangentes sobre o histórico criminal de um indivíduo, independentemente do Estado-Membro em que essa pessoa foi condenada no passado. O intercâmbio eficiente de informações sobre registros criminais é fundamental para o combate ao crime transfronteiriço. O SEIRC contribuirá para a implementação do princípio do reconhecimento mútuo de sentenças e decisões judiciais em um espaço comum de justiça e segurança onde as pessoas circulam livremente, como o Espaço Schengen. A previsão é que o sistema SEIRC esteja pronto em conjunto com a implantação dos componentes necessários para implementar a interoperabilidade.